# Полтавские катакомбы
Полтавские катакомбы — сеть подземных ходов и укрытий под Полтавой. 

## Происхождение
Ещё в XIX веке жители города обращали внимание на странные провалы в земле, что образовывались во дворах и на дорогах, в совершенно разных местах Полтавы. Особенно часто проваливалась земля в весеннее время, после таяния снегов. Глубина провалов варьировалась от незначительной до 3—4 метров. Наибольшее количество провалов наблюдалось на Александровской улице (ныне улица Соборности), начиная от соборной церкви. Также было замечено, что земля проваливалась только в возвышенной части города, в низменной же провалов вовсе не было.
Впрочем, происхождение этих провалов ещё тогда было известно: оно объяснялось тем, что под городом имелась целая сеть подземелий, что связывали различные части города. Но кем и зачем были вырыты эти ходы, точно известно не было. 
Полтавские катакомбы идут на глубине 6—15 метров свободными проходами, в рост человека, шириной в 2—3 метра. Местами проходы снабжены слуховыми окнами в виде круглых воронок, служившими для кондиционирования. Это приводит к мысли, что подземелья были созданы для долгосрочного укрытия. Интересен также тот факт, что в многих старинных домах города, в подвалах, находили заложенные кирпичами входы в эти катакомбы.
Современные историки склоняются к тому, что подземелья были вырыты в XVI—XVII веках для укрытия от набегов крымских татар. Некоторые учёные также утверждают, что они были вырыты ещё во времена Киевской Руси, от природных пещер, что использовались жителями как убежища от половцев, печенегов и войск Золотой Орды.

## Предания
Ещё около двухсот лет назад, существовало предание, что подкопы были подведены в 1608 году, одним казаком Миргородского полка, по фамилии Масло, который поселился с шестью казачьими семьями на полтавских холмах. Ходы были вырыты для укрытия от крымских татар, нападениям которых подвергалась Полтава в те годы.
По другому преданию, ходы были проведены шведами для взрыва Полтавской крепости. Говорят, будто Пётр Первый, узнав о существовании этих подкопов, повелел забрать оттуда весь порох, чем сорвал планы Карла. Но, учитывая что сеть ходов слишком большая для такого плана, эта версия считается маловероятной. Среди полтавского населения существовало ещё множество легенд и преданий, но ни одно из них не было подкреплено какими-то археологическими находками и историческими фактами.

## Археологические исследования
Первым археологом, который взялся за серьёзное исследование полтавских катакомб, стал Иван Зарицкий. Впервые ему удалось заглянуть в эти подземелья в 1889 году при постройке дома возле Спасской церкви, на Александровской улице. При копании фундамента строители наткнулись на один из ходов катакомб, который и был исследован археологом. Туннель оказался высотой в 2 метра с полукруглым сводом. Ход был вырыт в плотной желтой глине, во многих местах он был подкреплен кирпичными или деревянными дубовыми сводами. На кирпичах не были найдены какие-либо метки, и их посчитали древнее XVII века. Подземный ход имел несколько разветвлений, порой пересекался с другими ходами. Конца ходов найти так и не удалось, так как на пути встретилось огромное количество обвалов. Воздух становился настолько затхлым, что даже гасла свеча. Также возле Спасской церкви был обнаружен целый «узел» таких ходов, обнесенных деревом и камнем. Проследовавшему этими ходами Зарицкому так и не удалось найти ни одного предмета старше XVII века. В ходах и тупиках было найдено большое количество битой посуды, множество битых бутылок в которых находились различные вещества. В одном месте, в рукаве погреба, были найдены 50 невредимых бутылок с древним вином. Также были найдены курительные трубки и монеты времен Петра III и Анны. 
Второй случай заглянуть в катакомбы представился в 1891 году при постройке дома купца Чеботарева рядом с Петровской площадью. Опять же, было найдено множество посуды без каких либо символов и маркировок. В слое выше подземелий была найдена монета времен Яна III.

## Современные входы
В наше время большинство входов в катакомбы либо завалены, либо разрушены при постройке зданий. Некоторые проходы ещё сохранились в подвалах домов, а также в некоторых дворах. Один запечатанный вход есть на Первомайском проспекте. 
Подобные катакомбы в меньших масштабах встречаются также в Опошне и селе Белики Полтавской области.